# Schaafheim
Schaafheim è un comune tedesco di 9 346 abitanti,, situato nel Land dell'Assia.